# 馬祖常
馬 祖常（ば そじょう、1279年 - 1338年）は、元代の漢詩人。字は伯庸。諡は文貞。

## 経歴
先祖は西域オングト部、アッシリア東方教会に属する色目人の子孫である。『元史』列伝・第三十によると、浄州天山（現在の内モンゴル自治区ウランチャブ市四子王旗吉生太鎮城卜子村）の出身で、錫里吉思（馬慶祥）というのが最初に知られた祖先らしい。馬慶祥はその死後に鎮州刺史という官職を贈られ、子孫は「馬」を氏とすることになる。曾祖父の月合乃はクビライにしたがって南宋に遠征、開封に駐留し、礼部尚書にまで出世する。
馬祖常は光州に生まれ、延祐年間（1314年-1320年）に会試で第1位、廷試で第2位という優秀な成績で科挙に合格。元の仁宗（アユルバルワダ）に監察御史として仕えた。英宗（シデバラ）が即位すると、皇帝の腹心テムデルが権力をふるうようになり、その罪を批判した馬祖常は左遷される。英宗の死後に中央にもどされて、参議中書省事や礼部尚書や江南行台中丞、御史中丞を歴任する。

## 著作
元代の河南における文人たちの作品を集めた『中州名賢文表』に馬祖常の5巻がおさめられている。仁宗の命で、官吏のための法規集『風憲宏綱』に序文を書き、他に『英宗実録』『石田集』あり。その文章は前秦・漢代を模範とし、その詩は「圓密清麗」と評せられる。